# Turismo in Albania

Il Brand e lo slogan del Turismo in Albania

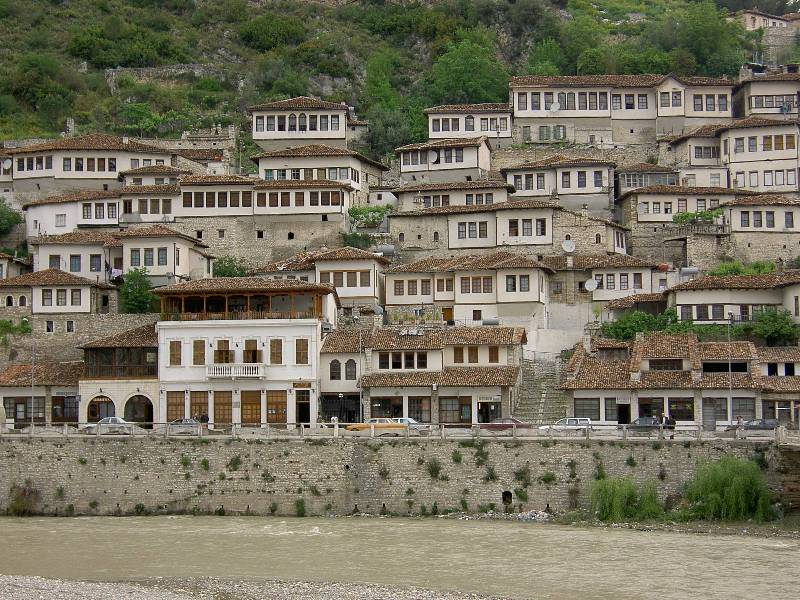
Scorcio di Berat.

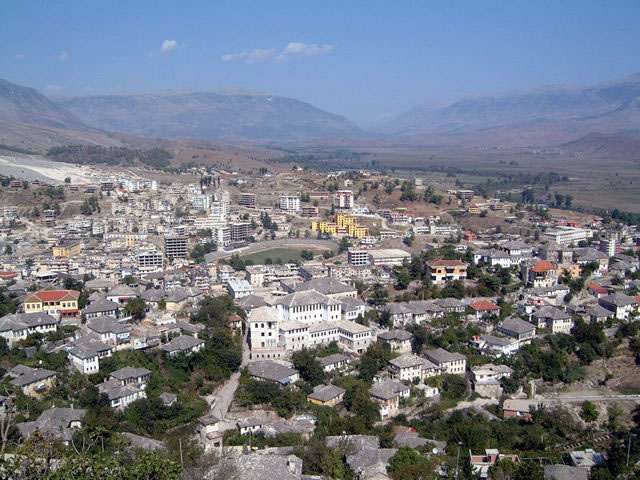
Argirocastro, vista aerea.

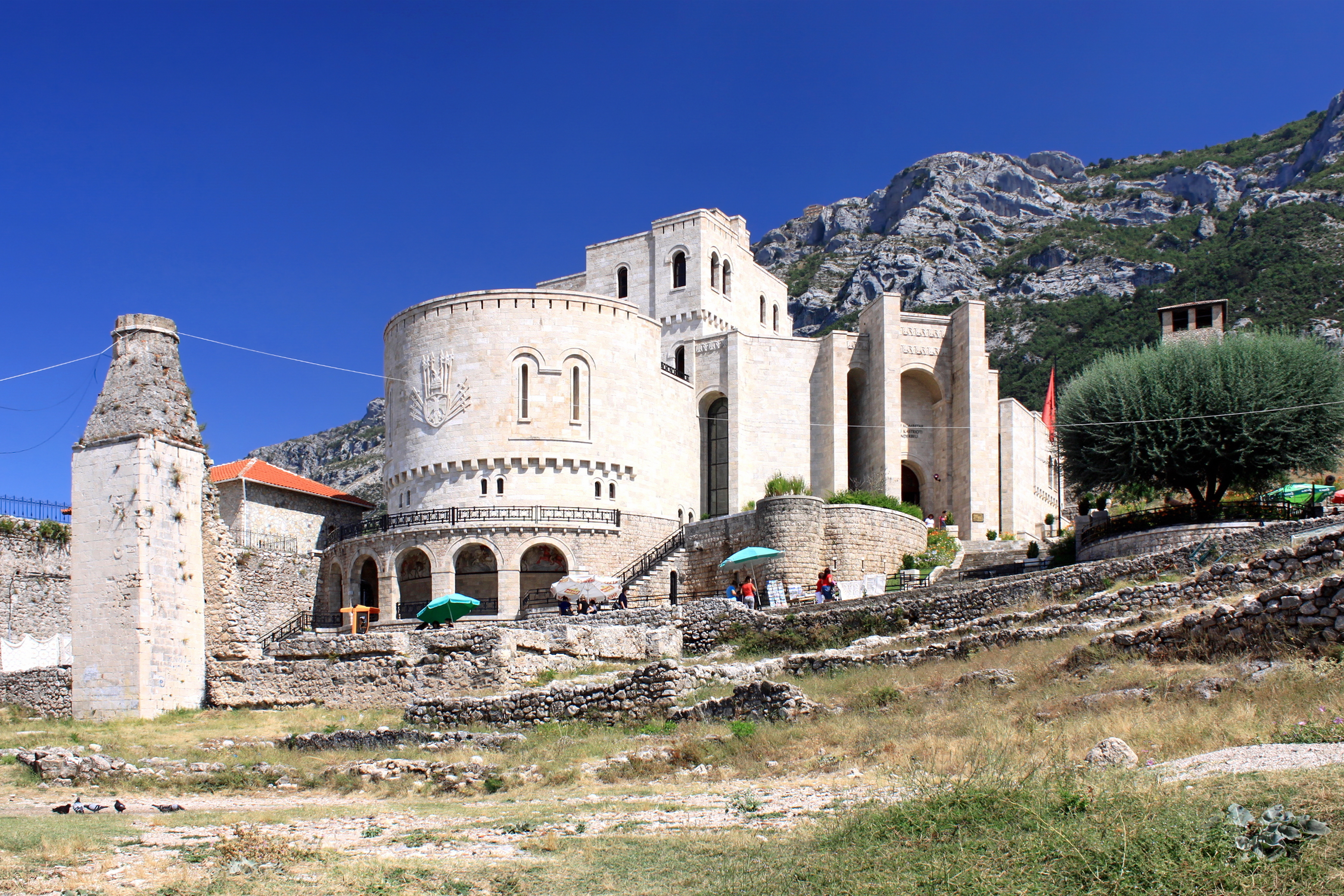
Croia, cittadella del museo di Skanderbeg.

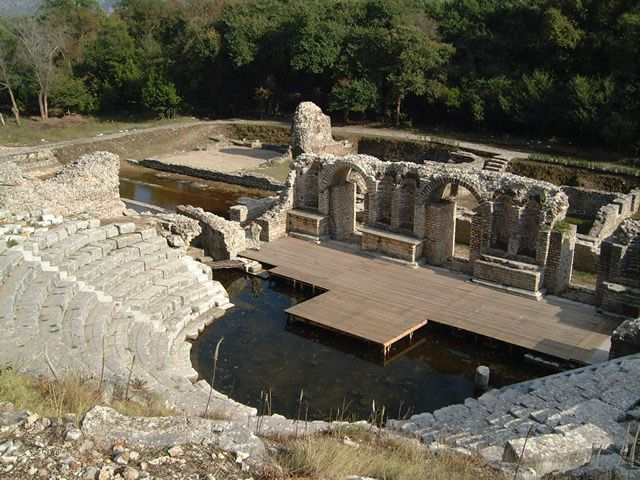
Butrinto, Patrimonio dell'umanità dell'UNESCO.

Il turismo in Albania è in forte crescita dopo una fase di stallo nel decennio scorso, in quanto l'ex regime comunista non ha sviluppato il settore. Questo paese che confina con il Montenegro, la Macedonia, il Kosovo e la Grecia da una parte e Mar Adriatico e Ionio dall'altra è stato recentemente considerato una destinazione molto interessante da visitare. Negli anni '80 con la caduta del regime e la transizione alla democrazia, il turismo ha evidenziato segnali di ripresa con i primi flussi di turisti nel paese. L'Albania, paese dalle grandi potenzialità, per bellezza naturale, ha registrato un incremento del turismo, con più 3.589.538 turisti in visita al paese del 2013, registrando un incremento del 23% rispetto all'anno precedente. Nel 2015 erano attesi oltre 4 milioni di turisti, sia nazionali che internazionali.

## Attrazioni
Le radici dell'Albania si fondono con l'Illiria, Grecia antica e Storia romana, e molte delle rovine del paese rispecchiano queste civiltà. Sole e spiaggia sono i principali ed i più importanti prodotti turistici del paese. L'Albania ha una linea costiera di 470 km sul Mar Adriatico e Ionio. Alcune delle spiagge più importanti che si possono citare sono : a nord Velipoja e Shengjin; nel centro, baia di Lalëzi, Durazzo, Mali I Robit, Spille e Karpen; mentre nelle spiagge del sud di Valona, Ksamili, Orikumi e Himara ecc.
Il turismo di montagna è uno dei più favoriti di recente. L'Albania ha 15 parchi nazionali ma qua accenniamo solo ai più importanti: Parco Nazionale di Divjaka – Karavasta, Dajti di Tirana, Lura in Diber, Thethi in Scutari, Parco nazionale di Llogara a Valona, Parco nazionale della pineta di Drenova a Coriza, Hotova in Përmet, e Mali i Tomorrit in Berat e Skrapar ecc.
Il turismo archeologico costituisce anche un altro fattore interessante essendo presenti costruzioni e monumenti che appartengono alla cultura illiro-pelsasgo e greco-romana, ottomana e bizantina. Ci sono oltre 2000 aree considerate monumenti culturali. I Castelli si trovano in quasi tutte le città principali del paese. Il secondo più grande Anfiteatro romano nei Balcani si trova nella città portuale di Durazzo. Costruito nel II secolo dc, il teatro poteva ospitare 20.000 spettatori.
I centri storici di Argirocastro, “la città di pietra”, e di Berat, ”la città delle mille e uno finestre sovrapposte”, sono stati dichiarati siti del Patrimonio Mondiale e sono protetti dall’UNESCO.
Le principali méte turistiche sono:
- Apollonia
- Butrinto
- Scutari
- Alessio
- Argirocastro
- Berat
- Croia
- Durazzo
- Pogradec
- Ksamil
- Saranda
- Tepelenë
- Tirana
- Valona